# Edward B. Koster
Edward Bernard Koster (Londen, 14 september 1861 – Den Haag, 3 juli 1937) was een Nederlands criticus, dichter en vertaler.

## Leven en werk

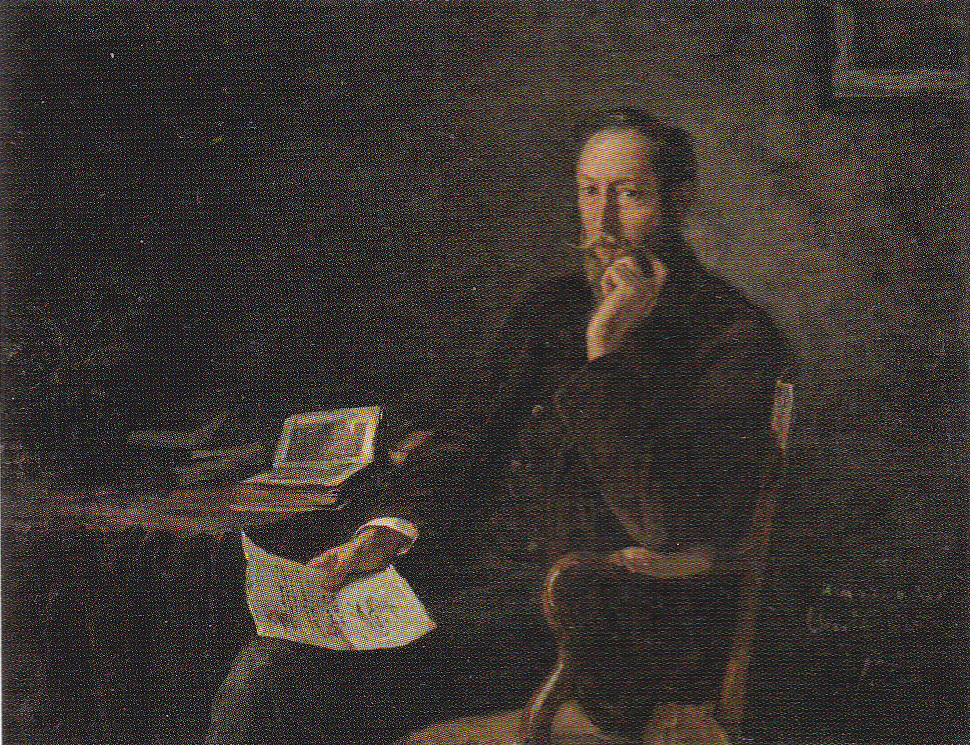
Edward B. Koster door Jacques Zon (1905)

Edward Koster werd geboren in Londen, maar groeide op in Nederland waar hij door zijn ouders tweetalig werd opgevoed. Koster studeerde klassieke talen in Leiden, waar hij in 1891 promoveerde op het proefschrift Studia tragico-homerica. Koster had eerder al Gedichten gepubliceerd (1888). Hij werkte als leraar Grieks en Latijn in Den Haag. Hij schreef ook kritieken en essays, o.a. Over navolging en overeenkomst in de literatuur (1904), waarin hij de invloed van Shelley op het werk van Kloos en Verwey liet zien. Koster signaleerde in zijn kritieken en essays diverse Engelse schrijvers en dichters voor een Nederlands publiek, o.a. William Blake. Verder vertaalde hij van Shakepeare zes toneelstukken: Antonius en Cleopatra (1904), De koopman van Venetië, Coriolanus, Macbeth (1908), Julius Caesar (1910) en Othello. Van Lessing vertaalde Koster Nathan de wijze (1915).

## Publicaties (selectie)
- Gedichten (1888)
- Liefde's dageraad en andere gedichten (1890)
- Studia tragico-homerica (dissertatie Leiden) (1891)
- Niobe (1893)
- Natuurindrukken en -stemmingen (1895)
- Verzamelde gedichten (1903)
- Literatuurtoestanden (1904)
- Over navolging en overeenkomst in de literatuur (1904)
- William Shakespeare: Antonius en Cleopatra (vert. door Koster) (1904)
- Studiën in kunst en kritiek  (1905)
- Odusseus' dood (1908)
- William Shakespeare: Macbeth (vert. door Koster) (1908)
- Adrastos (1909)
- William Shakespeare: Julius Caesar (vert. door Koster) (1910)
- Uren met Shakespeare (1913)
- G.E. Lessing: Nathan de wijze (vert. door Koster) (1915)